# Kazimierz Orłoś
Kazimierz Henryk Orłoś, pseudonim „Maciej Jordan” (ur. 26 grudnia 1935 w Warszawie) – polski pisarz, scenarzysta filmowy i telewizyjny, dramaturg, autor słuchowisk radiowych, publicysta.

## Dzieciństwo i młodość
Syn Henryka Orłosia, pracownika naukowego, mykologa, wieloletniego kierownika Zakładu Fitopatologii Leśnej Instytutu Badawczego Leśnictwa oraz Seweryny z Mackiewiczów, absolwentki Państwowego Instytutu Pedagogiki Specjalnej, siostry pisarzy i publicystów Stanisława Cata i Józefa Mackiewiczów.
Dzieciństwo spędził w Warszawie, z przerwą na lata 1941–1943, kiedy przebywał w Dąbrówkach koło Łańcuta. Podczas powstania warszawskiego znajdował się na Ochocie. Znalazł się w grupie mieszkańców przeznaczonych do rozstrzelania, lecz wyznaczeni do przeprowadzenia egzekucji żołnierze RONA zrezygnowali z tego zamiaru. Został wysiedlony ze stolicy i znalazł się w Rawie Mazowieckiej, a następnie w Łodzi. W Warszawie ukończył szkołę podstawową i w 1953 zdał maturę w męskim Gimnazjum i Liceum im. Tadeusza Reytana. W latach 1955–1960 odbył studia prawnicze na Wydziale Prawa Uniwersytetu Warszawskiego.

## Praca zawodowa i twórcza

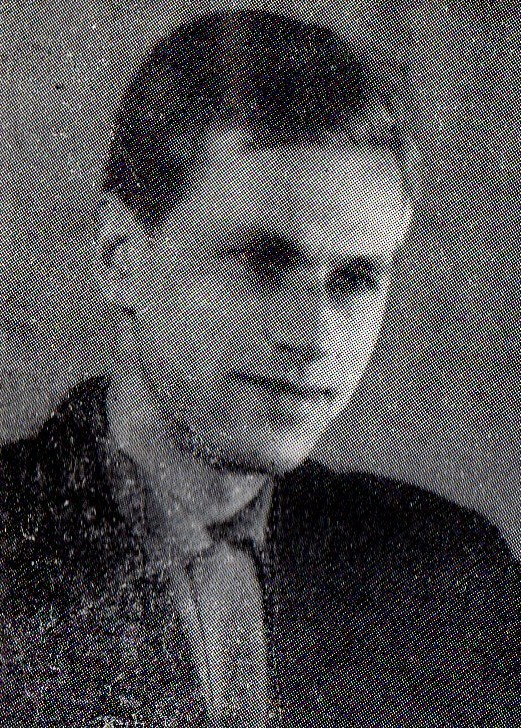
Zdjęcie sprzed 1961

Jako pisarz zadebiutował w 1958 opowiadaniem Dziewczyna z łódki opublikowanym w miesięczniku „Twórczość”. Po ukończeniu studiów, od 1961 był zatrudniony jako referent prawny w Biurze Prawnym Kombinatu Górniczo-Energetycznego „Turów” w Turoszowie. Następnie od 1963 pracował jako radca prawny przedsiębiorstwa uczestniczącego w budowie elektrowni wodnej „Solina” w Bieszczadach. W 1969 był radcą prawnym Elektrowni „Kozienice”. Wiosną 1970 został redaktorem w dziale słuchowisk Naczelnej Redakcji Literackiej Polskiego Radia. W 1972 wszedł do zespołu redakcyjnego „Literatury”, zatrudniony na pół etatu w dziale reportażu. Ze względu na opublikowanie w 1973 w Instytucie Literackim w Paryżu książki Cudowna melina został zwolniony z pracy w Polskim Radiu i redakcji „Literatury”; jednocześnie został objęty zapisem cenzury. W latach 1973–1976 był referentem prawnym Warszawskiego Przedsiębiorstwa Robót Drogowych, budującego „Gierkówkę” – trasę szybkiego ruchu między Warszawą a Katowicami. W styczniu 1976 roku podpisał list protestacyjny do Komisji Nadzwyczajnej Sejmu PRL przeciwko zmianom w Konstytucji Polskiej Rzeczypospolitej Ludowej. 
W 1977 całkowicie skupił się na pracy literackiej, publikując wyłącznie poza cenzurą i zaangażował się w działalność opozycyjną. 23 sierpnia 1980 roku dołączył do apelu 64 uczonych, pisarzy i publicystów do władz komunistycznych o podjęcie dialogu ze strajkującymi robotnikami. Od 1981 współredagował w podziemiu kwartalnik „Zapis”, następnie „Nowy Zapis” (1982–1983 – członek redakcji), w latach 80. publikował także w „Kulturze Niezależnej” (1987–1989), paryskiej „Kulturze” i w londyńskim „Pulsie”. W latach 1988–1994 współpracował z Rozgłośnią Polską Radia Wolna Europa.
Po upadku PRL współpracował z „Tygodnikiem Solidarność”, „Gazetą Wyborczą”, „Rzeczpospolitą”, „Życiem” i „Gazetą Polską”. Powrócił do współpracy z Polskim Radiem i Telewizją Polską.
Był członkiem kapituły Nagrody Literackiej im. Józefa Mackiewicza, lecz wystąpił z niej w 2006 w proteście przeciwko antysemickim wystąpieniom jej sekretarza Stanisława Michalkiewicza. W 2016 nie przyjął od ministra Piotra Glińskiego Złotego Medalu „Zasłużony Kulturze Gloria Artis” stwierdzając „Nie chcę odznaczenia od przedstawicieli władzy łamiącej zasady demokracji w Polsce”.

## Publikacje
- Między brzegami, Państwowy Instytut Wydawniczy, Warszawa 1961 (zawiera opowiadania: Zielone i srebrne, Narzeczony Rozalii, Wyspa, Wujek Julek, Mały i diabeł, Szewc Filip, Między brzegami, Dziewczyna z łódki, Koło)
- Koniec zabawy, Czytelnik, Warszawa 1965 (zawiera opowiadania: Obrazek, Pokój, Polowanie, Panna Stasia, Jatka, Lustro, Domek drwali, Koniec zabawy, Dziecko ojca i matki, Nieobecny)
- Ciemne drzewa, Czytelnik, Warszawa 1970 (zawiera opowiadania: Wesele Józka, Upał, Gałązka klonu, Samotność mężczyzny, Staszek Nędza, Ciemne drzewa, Między ludźmi, Chłopiec z gołębiem, Krótka historia miłosna, Spotkanie w październiku, Ciężkie przeżycie, Powrót nad rzekę, Otwórz i zamknij drzwi)
- Cudowna melina, Instytut Literacki, Biblioteka „Kultury”, t. 227, Paryż 1973; Cudowna melina, Iskry, Warszawa 1989
- Trzecie kłamstwo, Instytut Literacki, Biblioteka „Kultury”, t. 312, Paryż 1980; Trzecie kłamstwo, Iskry, Warszawa 1990
- Opowiadania wojenne, Białostocka Oficyna Wydawnicza, Białystok 1982 (wydanie bezdebitowe; współautor Marek Nowakowski) (opowiadanie: Stań pod murem, bracie)
- Pustynia Gobi, Niezależna Oficyna Wydawnicza, Warszawa 1983 (wydanie bezdebitowe); Pustynia Gobi. Opowiadania, Puls Publications, Biblioteka „Pulsu”, 6, Londyn 1983; Pustynia Gobi, Wydawnictwo „Pomost”, Warszawa 1989 (zawiera opowiadania:) Żona cieśli, Drzewo Pana Jezusa, Nauczyciel muzyki, Czerwone kalosze, Pragnienie, Ostatnie polowanie na grubego zwierza, Gałązka bzu, Gdzie drzewa szumią do snu, Święci tańczą na łąkach, Etylek-metylek, Za tych co rządzą, Druciany lis, Drugie wrota w las, Nie przechodź na czerwonym, Stań pod murem, Wojna w górach
- Przechowalnia, Wydawnictwo „Przedświt”, Warszawa 1985 (wydanie bezdebitowe); Przechowalnia. Powieść, Puls Publications, Biblioteka „Pulsu”, 17, Londyn 1985; Przechowalnia. Powieść, Kantor Wydawniczy SAWW, Poznań 1990
- Historia „Cudownej meliny”, Instytut Literacki, Biblioteka „Kultury”, t. 429, Paryż 1987; Historia „Cudownej meliny”, Cudowna melina, Niezależna Oficyna Wydawnicza (NOWa), Warszawa 1988 (wydanie bezdebitowe); Historia „Cudownej meliny”. Cudowna melina, Wydawnictwo Versus, Białystok 1990
- Drugie wrota w las, Iskry, Warszawa 1992 (zawiera opowiadania: Dziewczyna z łódki, Narzeczony Rozalii, Polowanie, Pokój, Koniec zabawy, Dziecko ojca i matki, Gałązka klonu, Upał, Samotność mężczyzny, Staszek Nędza, Ciemne drzewa, Między ludźmi, Chłopiec z gołębiem, Otwórz i zamknij drzwi, Żona cieśli, Drzewo Pana Jezusa, Nauczyciel muzyki, Czerwone kalosze, Pragnienie, Gałązka bzu, Święci tańczą na łąkach, Etylek-metylek, Ostatnie polowanie na grubego zwierza, Za tych co rządzą, Druciany lis, Drugie wrota w las, Stań pod murem, Nie przechodź na czerwonym, Wszystkiego najlepszego, Krzyż powstańczy, Wyspa koników polnych)
- Zimna Elka, Wydawnictwo „Morex”, Warszawa 1995 (zawiera opowiadania: Sprawa do załatwienia, Wielbłąd, Duży i mały Loga, Ból, Zimna Elka, Pamięć, Prosty rachunek, Wszystkiego najlepszego, Pani Maria, Krzyż powstańczy, „Nie czekaj, pomóż”, Śmierć na motorynce, Leśniczy Sobota, Rozmowa o gwiazdach, Wyspa koników polnych, Lepiej nic nie mów)
- Niebieski szklarz, Wydawnictwo Literackie, Kraków 1996 (zawiera nowele: Śmierć cygańskiego króla, Niebieski szklarz, Chłopcy z „Albatrosa”, Zimorodek)
- Święci tańczą na łąkach, Wydawnictwo Uniwersytetu im. Marii Curie Skłodowskiej (seria: Współczesne opowiadania polskie), Lublin 1996
- Drewniane mosty, Wydawnictwo Literackie, Kraków 2001 (zawiera opowiadania: Bitwa pod Kolnem, Biesiadnicy, Cyganek, Tamte czasy, Pierwszy śnieg, Aniołek stróż, Człowiekopodobny, Praska ulica, Za niebieskimi drzwiami, Bez ciebie nie mogę żyć, Ballada o Zośce, Historia leśnych kochanków, Dom na głowie matki, Opowieść o drewnianych mostach)
- „Wielbłąd” i inne opowiadania filmowe, Puenta, Izabelin 2001 (zawiera nowele: Wielbłąd, Upał, Ostatnie polowanie na grubego zwierza, Powrót nad rzekę, Dziecko ojca i matki, Drugie wrota w las, Prosty rachunek)
- Dziewczyna z ganku, Wydawnictwo Literackie, Kraków 2006 (zawiera opowiadania: Dziewczyna z ganku, Żurawiny, Najpiękniejsza pora roku. Poziomki. Póki jasno, póki czas. Rywal. Dolina Jerzyków)
- Letnik z mierzei, Wydawnictwo Literackie 2008
- Bez ciebie nie mogę żyć, Wydawnictwo Literackie 2010
- Dom pod Lutnią. Powieść, Wydawnictwo Literackie, Kraków 2012
- Historia leśnych kochanków, Wydawnictwo Literackie, Kraków 2013
- Dzieje dwóch rodzin. Mackiewiczów z Litwy i Orłosiów z Ukrainy, Wydawnictwo Literackie, Kraków 2015, ISBN 978-83-08-06047-6
- Dzieje człowieka piszącego, Wydawnictwo Literackie, Kraków 2019, ISBN 978-83-08-06929-5
- Rozmowy o ludziach i pisaniu, Wydawnictwo Literackie, Kraków 2024, ISBN 978-83-08-08523-3 (wspólnie z Krzysztofem Lisowskim)

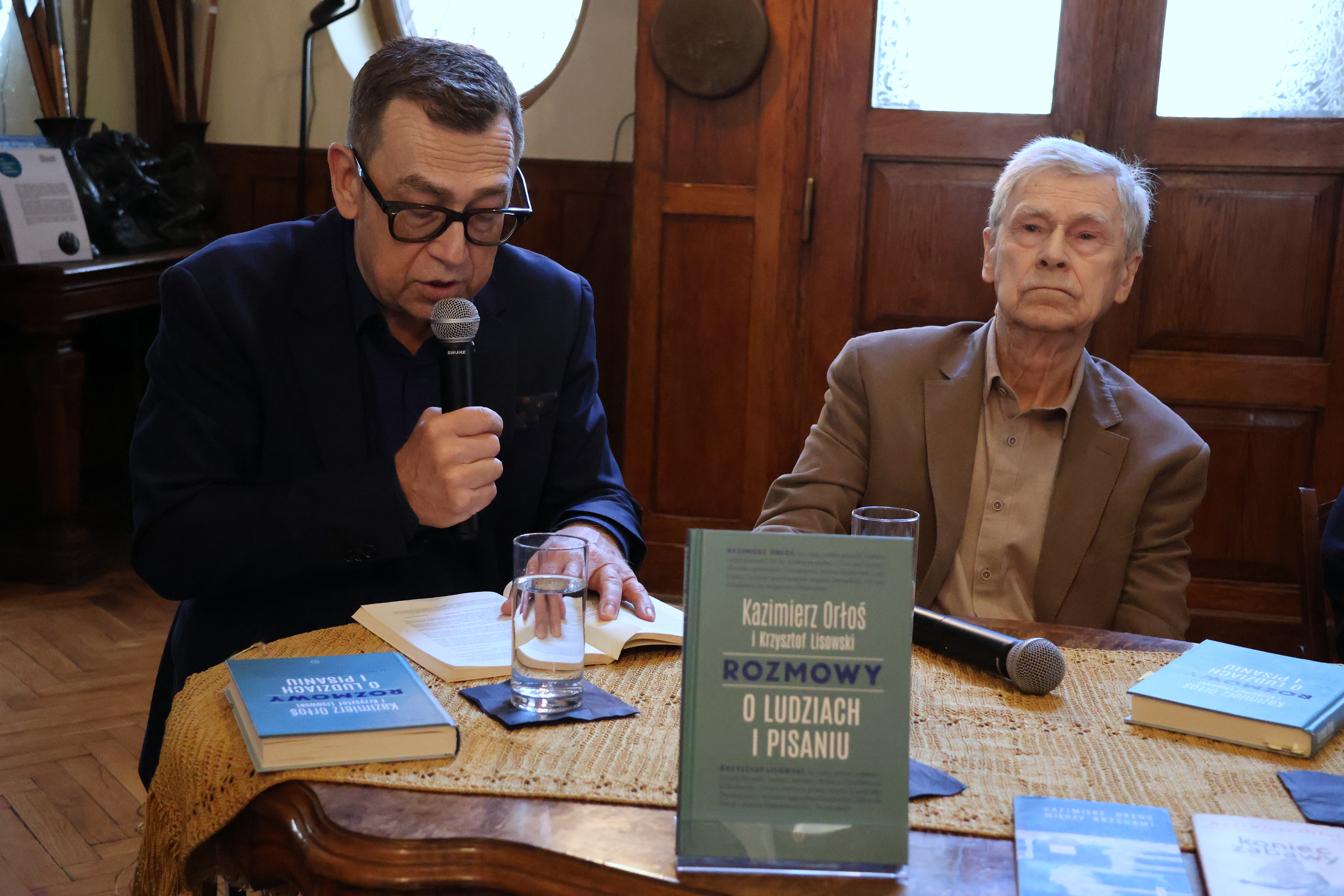
Kazimierz Orłoś z synem, Maciejem podczas lektury korespondencji Jarosława Iwaszkiewicza oraz spotkania poświęconego książce Rozmowy o ludziach i pisaniu (2024) - Podkowa Leśna, 23 marca 2025

## Wybrane słuchowiska radiowe
- Szczur (reż. Edward Płaczek, 1968)
- Ogłoszenie matrymonialne (reż. Helmut Kajzar, 1980)
- Wybory pana burmistrza (reż. Andrzej Zakrzewski, 1997)
- Jest już za późno (reż. Janusz Kukuła, 2001)
- Porywacze (reż. Henryk Rozen, 2005)[1].

## Życie prywatne

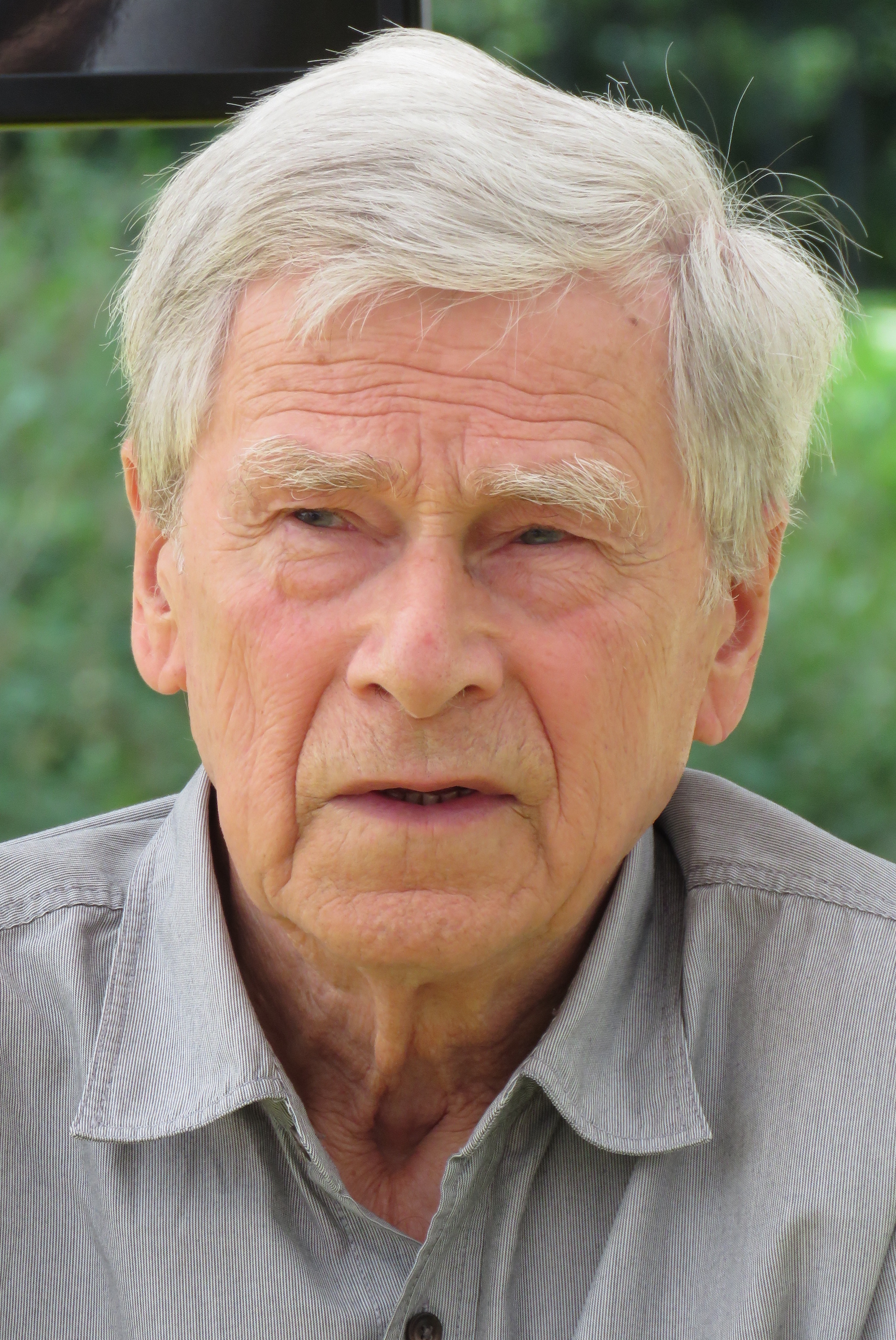
Kazimierz Orłoś (2019)

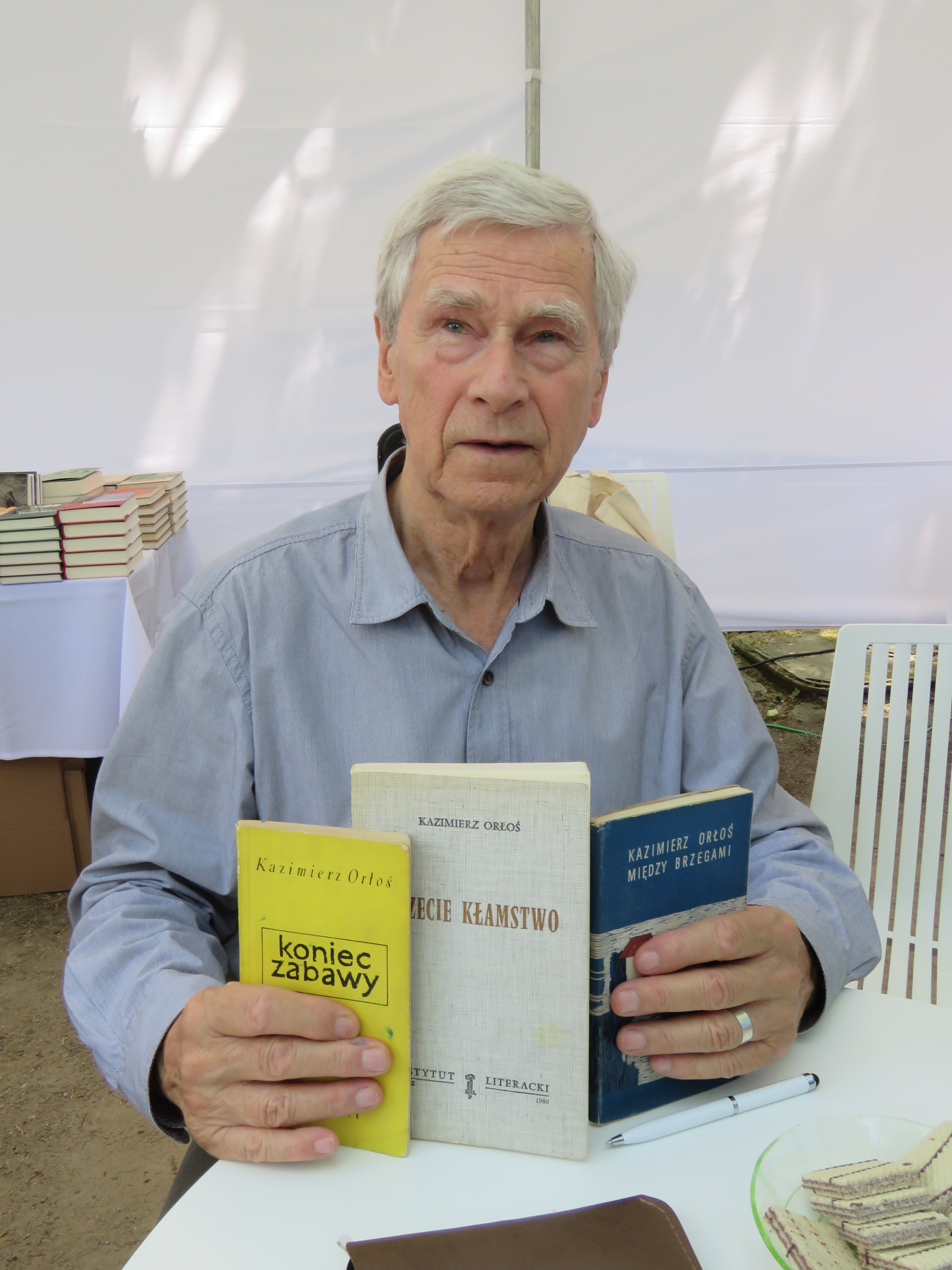
Kazimierz Orłoś z archiwalnymi egzemplarzami swoich książek - Warszawa, 2019

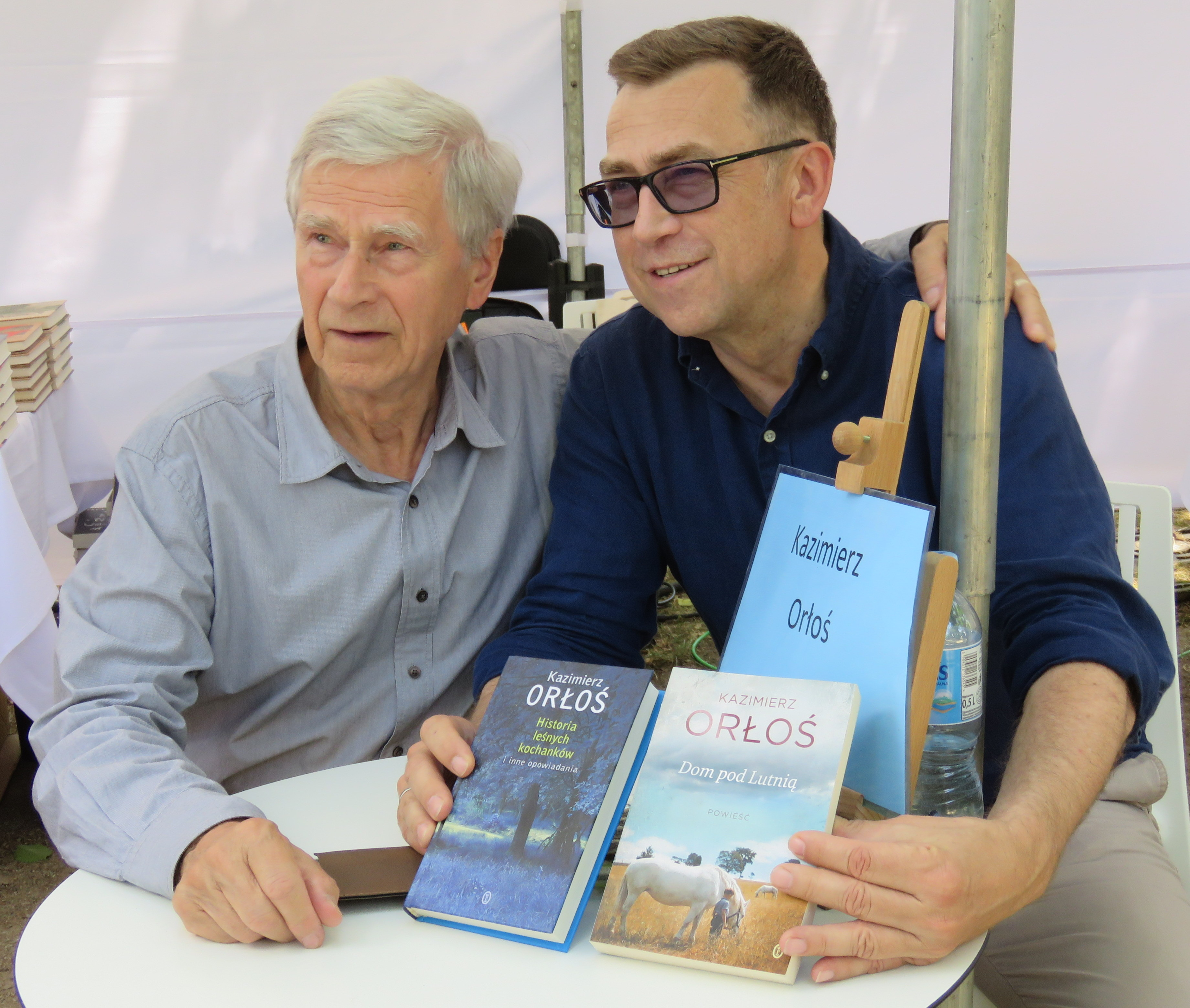
Kazimierz Orłoś z synem Maciejem - Warszawa, 29 czerwca 2019

Bratanek pilota Karola Orłosia. W 1959 ożenił się z Teresą z Czerniewiczów (zm. 2021), absolwentką Wydziału Ogrodniczego Szkoły Głównej Gospodarstwa Wiejskiego. Jest ojcem prezentera telewizyjnego, dziennikarza i aktora Macieja Orłosia, ma też córkę Joannę. Miał młodszego o trzy lata brata, który zmarł podczas niemieckiej okupacji. Kuzyn Idalii Żyłowskiej, zasłużonej dla polskiej kultury i edukacji na Litwie.

## Członkostwo w stowarzyszeniach
- członek polskiego PEN Clubu (od 1970)
- członek Zarządu Głównego Związku Literatów Polskich (1981-1983)
- członek Stowarzyszenia Pisarzy Polskich (od 1989)[4]

## Nagrody i wyróżnienia literackie
- 1966 – Nagroda im. Stanisława Piętaka
- 1970 – Nagroda Fundacji im. Kościelskich za tom Ciemne drzewa
- 1974 – Niezależna Nagroda Literacka Prozaików
- 1988 – Nagroda Kulturalna „Solidarności” (przyznawana przez Komitet Kultury Niezależnej)
- 1996 – Wyróżnienie „Książka Wiosny 1996” – Poznański Przegląd Nowości Wydawniczych
- 2001 – Nagroda „Książka Jesieni 2001” – Poznański Przegląd Nowości Wydawniczych
- 2006 – Nagroda „Nowych Książek” za tom opowiadań Dziewczyna z ganku
- 2006 – Nagroda „Książka października 2006” – Warszawska Premiera Literacka
- 2007 – Literacka Nagroda Warmii i Mazur
- 2007 – Nagroda Honorowy Wielki Splendor nadawana przez Zespół Artystyczny Teatru Polskiego Radia[9]
- 2012 – Nagroda „Książka czerwca 2012” – Warszawska Premiera Literacka
- 2018 – Nagroda „Odry” w uznaniu dla jego całego dorobku prozatorskiego[10]
- 2019 – Nagroda Literacka m.st. Warszawy w kategorii „Warszawski Twórca” za całokształt twórczości[11]

## Odznaczenia państwowe
Postanowieniem Prezydenta RP Lecha Kaczyńskiego z dnia 3 maja 2007 za wybitne zasługi dla niepodległości Rzeczypospolitej Polskiej, za działalność na rzecz przemian demokratycznych, za osiągnięcia w podejmowanej z pożytkiem dla kraju pracy zawodowej i działalności społecznej został odznaczony Krzyżem Komandorskim Orderu Odrodzenia Polski.